# Angdar Co
Angdar Co (kinesiska: Angdaer Cuo, 昂达尔错) är en sjö i Kina. Den ligger i den autonoma regionen Tibet, i den sydvästra delen av landet, omkring 370 kilometer nordväst om regionhuvudstaden Lhasa. Angdar Co ligger 4 839 meter över havet. Arean är 39 kvadratkilometer. Trakten runt Angdar Co består i huvudsak av gräsmarker. Den sträcker sig 8,0 kilometer i nord-sydlig riktning, och 9,2 kilometer i öst-västlig riktning.